# 21st Century Breakdown

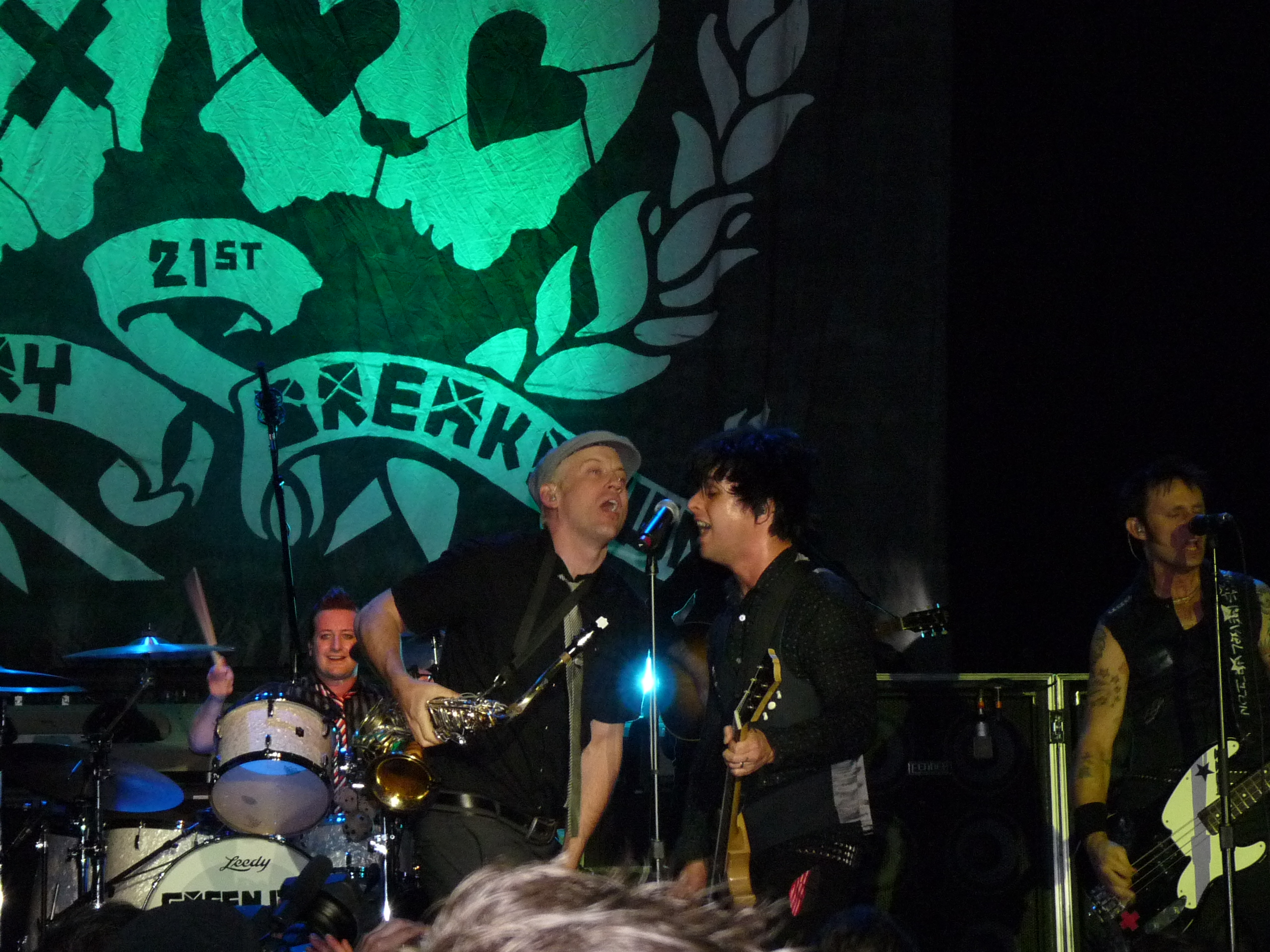
Green Day auf der 21st Century Breakdown Release Party in Berlin am 7. Mai 2009

21st Century Breakdown (englisch für Zusammenbruch des 21. Jahrhunderts) ist das achte Studioalbum der US-amerikanischen Punkrock-Band Green Day. Es erreichte international hohe Chartpositionen, darunter Platz eins in Deutschland, Österreich und der Schweiz.
Das Album wurde 2010 mit einem Grammy für das „Beste Rock-Album“ ausgezeichnet.

## Entstehung
21st Century Breakdown tritt die Nachfolge des international sehr erfolgreichen Albums American Idiot an, das am 21. September 2004 erschien und sich weltweit bislang über 12 Millionen Mal verkaufte. Entsprechend schwer tat sich die Band bei der insgesamt drei Jahre dauernden Produktion von 21st Century Breakdown. Billie Joe Armstrong beschrieb die Zeit als „beängstigend“ und „entmutigend“. „Es ist das anspruchsvollste Album, das wir je gemacht haben. Wir haben so viel Arbeit hineingesteckt und es trieb uns in den Wahnsinn wie kein anderes. Wir wurden alle krank wie die Hunde.“
Im Januar 2006, unmittelbar nach dem Ende der „American Idiot Tour“, begann die Band mit dem Schreiben neuer Songs – laut Armstrong sind etwa 45 Songs entstanden. Für die Aufnahmen und die Produktion des Albums, die etwa ein Jahr dauerten und Anfang 2009 abgeschlossen wurden, engagierten Green Day den renommierten Produzenten Butch Vig. Mit ihm schlugen Green Day neue Wege ein, so spielt Armstrong erstmals Klavier und singt Falsett. Er sagt dazu: „Das Klavier war eine neue Sache für uns und ich brachte meine Stimme dazu, Sachen zu tun, die sie nie zuvor getan hat.“
Um Abstand von den Arbeiten an 21st Century Breakdown zu gewinnen, gründeten die Green-Day-Musiker im Dezember 2007 die Band Foxboro Hot Tubs und veröffentlichten unter diesem Namen im April 2008 das Album Stop Drop and Roll!!!, das sich musikalisch im von den 1960er Jahren beeinflussten Garage Rock bewegt. Im Mai folgte eine kurze Tour.
Im April 2009 spielten Green Day 21st Century Breakdown bei einigen Konzerten in kalifornischen Clubs erstmals live, am 3. Juli 2009 startete die 21st-Century-Breakdown-World-Tour.

## Konzept
21st Century Breakdown folgt dem Rockoper-Konzept des Vorgängers American Idiot. Aufgeteilt in die drei Akte „Heroes and Cons“ (Helden und Betrüger), „Charlatans and Saints“ (Scharlatane und Heilige) und „Horseshoes and Handgrenades“ (Hufeisen und Handgranaten) erzählt es vom jungen Paar Gloria und Christian und dem Lebensgefühl im Amerika des beginnenden 21. Jahrhunderts. Anders als beim Vorgänger bilden die Songs aber keine zusammenhängende Geschichte.
Thematisch beschreibt das Album den Beginn einer neuen Ära nach der Ablösung George W. Bushs und die damit verbundene Unsicherheit, aber auch Hoffnung und Optimismus. Ein weiteres zentrales Thema des Albums sind die manipulativen Kräfte und die Scheinheiligkeit innerhalb der organisierten Religionen.

## Titelliste
1. Song of the Century – 0:57

Act I – Heroes and Cons
1. 21st Century Breakdown – 5:09
2. Know Your Enemy – 3:11
3. ¡Viva la Gloria! – 3:31
4. Before the Lobotomy – 4:37
5. Christian’s Inferno – 3:07
6. Last Night on Earth – 3:57

Act II – Charlatans and Saints
1. East Jesus Nowhere – 4:35
2. Peacemaker – 3:24
3. Last of the American Girls – 3:51
4. Murder City – 2:54
5. ¿Viva la Gloria? (Little Girl) – 3:48
6. Restless Heart Syndrome – 4:20

Act III – Horseshoes and Handgrenades
1. Horseshoes and Handgrenades – 3:14
2. The Static Age – 4:17
3. 21 Guns – 5:21
4. American Eulogy (A: Mass Hysteria / B: Modern World) – 4:26
5. See the Light – 4:36

## Singles

### Know Your Enemy
Als erste Single aus 21st Century Breakdown erschien am 18. April 2009 Know Your Enemy. Die B-Seiten zur Single sind Lights Out und Hearts Collide.

### 21 Guns
Die zweite Single, 21 Guns, wurde am 24. Juli 2009 veröffentlicht. Für das Video zur Single wurde die Band 2009 mit drei MTV Video Music Awards ausgezeichnet: „Best Rock Video“, „Best Direction in a Video“ und „Best Cinematography in a Video“. Favorite Son, die B-Seite zur Single, wurde bereits 2004 auf der Kompilation Rock Against Bush Vol.2 veröffentlicht.
Am 22. Dezember 2009 wurde eine zweite Version von 21 Guns zum Download bereitgestellt. Diese Version wurde von Billie Joe Armstrong produziert und zusammen mit dem American Idiot Musical aufgenommen. Es erschien ebenfalls ein Musikvideo zu dieser Version.

### East Jesus Nowhere
East Jesus Nowhere, die dritte Single aus 21st Century Breakdown, erschien am 19. Oktober 2009.

### 21st Century Breakdown
Am 19. Oktober 2009 veröffentlichten Green Day ein Musikvideo zum Song 21st Century Breakdown. Die Single dazu erschien in Deutschland am 13. November 2009.

### Last of the American Girls
Am 1. April 2010 veröffentlichten Green Day ein Musikvideo zu dem Lied Last of the American Girls. Die zugehörige Single erschien in Deutschland am 4. Juni 2010 mit den Bonustracks Know Your Enemy (Live) und 21st Century Breakdown (Studio 880 Sessions).

## Kritiken
Das Rolling Stone Magazin gab dem Album 4½ Sterne und urteilte: „Musikalisch kombinieren Green Day das gewohnte Geprügel mit ihrer neuentdeckten Liebe zum Classic-Rock-Bombast. Der opulente Titeltrack verbeugt sich keck vor 70er-Jahre-Glam-Hits, die Hochglanz-Ballade Last Night on Earth klingt wie Air Supply. Aber am besten sind doch die wutentbrannten Hymnen: Gitarrenrocker mit Latin-Note (Peacemaker) oder Clashartiger Punk (Know Your Enemy). Last of the American Girls ist ein wunderbares linkes Liebeslied an eine Rebellin.“ Rob Sheffield lobte, dass das Album besser als American Idiot sei und man „ihm anhört, wieviel Mühe sich Green Day geben, ihre Ideen zu vermitteln und ihr Publikum herauszufordern.“ Dass 21st Century Breakdown so vital wirke, „liegt nicht zuletzt an dieser anhaltenden Überraschung: dass ausgerechnet Green Day die Fackel übernommen haben und damit losgerannt sind. Und sie klingen, als wären sie darüber selbst so erschrocken wie alle anderen.“

## Kommerzieller Erfolg

### Chartplatzierungen
| ChartsChartplatzierungen       | Höchstplatzierung | Wochen |
| ------------------------------ | ----------------- | ------ |
| Deutschland (GfK)              | 1 (57 Wo.)        | 57     |
| Österreich (Ö3)                | 1 (67 Wo.)        | 67     |
| Schweiz (IFPI)                 | 1 (27 Wo.)        | 27     |
| Vereinigte Staaten (Billboard) | 1 (38 Wo.)        | 38     |
| Vereinigtes Königreich (OCC)   | 1 (39 Wo.)        | 39     |

| ChartsJahrescharts (2009)      | Platzierung |
| ------------------------------ | ----------- |
| Deutschland (GfK)              | 9           |
| Österreich (Ö3)                | 8           |
| Schweiz (IFPI)                 | 16          |
| Vereinigte Staaten (Billboard) | 25          |
| Vereinigtes Königreich (OCC)   | 35          |

| ChartsJahrescharts (2010) | Platzierung |
| ------------------------- | ----------- |
| Österreich (Ö3)           | 30          |

### Auszeichnungen für Musikverkäufe
| Land/Region                  | Auszeichnungen für Musikverkäufe (Land/Region, Auszeichnung, Verkäufe) | Verkäufe    |
| ---------------------------- | ---------------------------------------------------------------------- | ----------- |
| Argentinien (CAPIF)          | Gold                                                                   | 30.000      |
| Australien (ARIA)            | Platin                                                                 | 70.000      |
| Belgien (BRMA)               | Gold                                                                   | 15.000      |
| Brasilien (PMB)              | Gold                                                                   | 20.000      |
| Dänemark (IFPI)              | Platin                                                                 | 30.000      |
| Deutschland (BVMI)           | 3× Gold                                                                | 300.000     |
| Europa (IFPI)                | Platin                                                                 | (1.000.000) |
| Finnland (IFPI)              | Gold                                                                   | 16.386      |
| Frankreich (SNEP)            | Platin                                                                 | 200.000     |
| Golf-Kooperationsrat (IFPI)  | Platin                                                                 | 6.000       |
| Irland (IRMA)                | Platin                                                                 | 15.000      |
| Italien (FIMI)               | Platin                                                                 | 70.000      |
| Japan (RIAJ)                 | Gold                                                                   | 100.000     |
| Kanada (MC)                  | 2× Platin                                                              | 160.000     |
| Neuseeland (RMNZ)            | 2× Platin                                                              | 30.000      |
| Norwegen (IFPI)              | Gold                                                                   | 15.000      |
| Österreich (IFPI)            | Platin                                                                 | 30.000      |
| Schweden (IFPI)              | Gold                                                                   | 20.000      |
| Schweiz (IFPI)               | Platin                                                                 | 30.000      |
| Vereinigte Staaten (RIAA)    | Platin                                                                 | 1.000.000   |
| Vereinigtes Königreich (BPI) | Platin                                                                 | 300.000     |
| Insgesamt                    | 9× Gold · 16× Platin ·                                                 | 2.436.386   |

Hauptartikel: Green Day/Auszeichnungen für Musikverkäufe